# Entomacrodus cadenati
Entomacrodus cadenati is een  straalvinnige vissensoort uit de familie van naakte slijmvissen (Blenniidae). De wetenschappelijke naam van de soort is voor het eerst geldig gepubliceerd in 1967 door Springer.
De vis komt voor in de wateren van West-Afrika voor de kust van landen als Guinee, Senegal, Kaapverdië, Equatoriaal Guinee en Sao Tomé en Principe. De soort staat op de Rode Lijst van de IUCN als Onzeker, beoordelingsjaar 1996.